# Denar

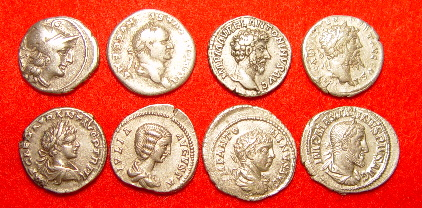
Denari emişi în diferite epoci ale istoriei Romei Antice Pe rândul de sus, de la stânga la dreapta: cca 157 î.Hr. Republica Romană, cca 73 d.Hr. Vespasian, cca 161 d.Hr. Marcus Aurelius, cca 194 Septimius Severus. Pe rândul de jos, de la stânga la dreapta: cca199 Caracalla, cca 200 Julia Domna, cca 219 Elagabalus, cca. 236 Maximinus Thrax.

Denarul / dinarul (din latină denarius, italiană denaro) era una din monedele de bază a sistemului monetar roman. Era vorba despre o mică monedă de argint, având o greutate de 3 - 4 grame, în funcție de epocă.

## Antichitatea romană
Moneda de argint pe care o numim în latină denarius a fost creată de Roma în 212 î.Hr., pentru a finanța Al Doilea Război Punic, care a opus Roma Antică Cartaginei, între 218 î.Hr. și 201 î.Hr.
| Echivalențe între monede romane |          |           |            |     |        |
|                                 | Denarius | Quinarius | Sestertius | As  | Metal  |
| Denarius (simbol X)             | 1        | 2         | 4          | 10  | Argint |
| Quinarius (simbol V sau Q)      | 1/2      | 1         | 2          | 5   | Argint |
| Sestertius (simbol IIS / HS)    | 1/4      | 1/2       | 1          | 2,5 | Argint |
| As (simbol I)                   | 1/10     | 1/5       | 2/5        | 1   | Bronz  |

### Putere de cumpărare
Exemple de echivalențe între servicii, produse și prețuri în timpului Augustus:
- Remunerarea anuală a unui soldat (miles): 225 de denari;
- Remunerarea anuală a unui centurion: 3.375 de denari;
- 1 livră (324 g) de pâine: 1 as (1/16 dintr-un denar);
- O tunică: 3 denari 12 as;
- O catârcă: 130 de denari.

## Evul Mediu și Epoca modernă

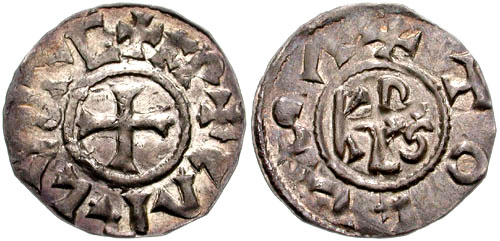
Denier emis în timpul lui Carol cel Mare, la monetăria din Toulouse; avers: +CARLVS (S retrograd) REX FR, cruce cu tălpi; revers: +TOLVSA (S orizontal), Karolus (monogramă); diametrul: 21mm, greutatea: 1,19 g.

Termenul a supraviețuit căderii Imperiului Roman și a continuat să fie folosit în epoca carolingiană, până la Revoluția Franceză, în cadrul sistemului monetar livre-sou-denier, folosit sub Vechiul Regim din Franța.
În Evul Mediu, un denier valora 1/12 dintr-un sol, adică 1/240 dintr-o livră.
În practică, un denier corespundea unei mici monede de bilon de circa 1 gram.

## În contemporaneitate
Termenul latinesc denarius este la originea denumirilor unor monede (dinarul / denarul), folosite încă până în zilele noastre în unele țări din Europa (în Serbia, din 1920, în Croația, în Macedonia de Nord, din 1993), precum și în numeroase țări din Maghreb și în Orientul Mijlociu.

### Articole conexe
- Antoninianus
- Sesterț
- Follis
- Aureus
- Solidus
- Roma Antică
- Imperiul Roman
- Atelier monetar roman
- Monedă romană
- Dinar sârbesc
- Denar macedonean
- Dinar algerian